# 里見桂
里見 桂（さとみ けい、1956年6月13日 - ）は、日本の漫画家。男性。新潟県出身。1978年、「ロックシティ」でデビューした。

## 作品リスト
- ハニーハンター（週刊少年サンデー増刊号1979年 - 1980年、サンコミックス（朝日ソノラマ）全3巻、原作：石田豊）
タイトルは獲れないものの世界を転戦する混合ダブルスのプロテニス選手兼国際陰謀を探る秘密諜報員の伊達兵吉とマーガレット夏木の活躍を描く。
- よろしく春平（週刊少年サンデー増刊号 1980年 - 1981年、サンコミックス全2巻、原作：武石正道）
中学時代は超高校級投手と騒がれた滝口春平は、女にモテるという目的のため前年度まで女子校だった翔和学園高校に入学。一目惚れした同級生の川島レミが入部するからと理由で、テニス部に入部。春平は次々と登場する他の女子にちょっかいを出し続けるも本命はレミ。レミもそんな春平に腹を立てつつも、徐々に春平に惹かれてゆく。
- なんか妖かい!?（週刊少年サンデー 1982年 - 1984年、全11巻、原作：きむらはじめ）
窮屈な生活にうんざりしていたことから家出した秀麻呂（通称、ヒデ）は、不思議な力を持つ少女ミルと共に旅をし、行く先々で様々な妖怪と出くわす。
- チャンス（週刊少年サンデー増刊号 1981年 - 1985年、全4巻）
- 奪戦元年（週刊少年サンデー 1984年 - 1985年、全3巻、原作：火浦功）
- 里見桂選集（短編集、小学館 1985年）
- ないとバード（週刊少年サンデー 1985年 - 1986年、全7巻）
- 0の男（ラブ・ボーイ）（少年ビッグコミック 1986年 - 1987年、全3巻）
テニスプレイヤーの日向零は最愛の女性を殺された。復讐者となった零はラケットを凶器に持ち替えて、真相を解明するために世界を巡る。
- スマイル for 美衣（週刊少年サンデー 1987年 - 1989年、全12巻）
- ジオポリスジョー（週刊少年サンデー 1989年 - 1990年、トクマコミックス（徳間書店）全3巻）
ニューヨーク警察捜査官のジョー乃木は犯罪組織に撃たれて殉職するが、凶悪犯罪を専門とする第二の警察機構「GEO POLICE」の一員としてサイボーグ化されて蘇った。
- ノーサイド（週刊少年サンデー超 1989年 - 1990年、全4巻、原作：谷口いくよ）
- 研修医古谷健一（ヤングチャンピオン 1991年 - 1992年、全4巻、原作：永井明）
- ゼロ THE MAN OF THE CREATION（スーパージャンプ 1990年 - 2011年、全78巻、原作：愛英史）
- タイムアンドアゲイン（少年サンデー増刊号 1992年、全1巻、原作：黒沢哲哉）
- JIHAD〈聖戦〉（ヤングチャンピオン 1993年 - 1995年、全5巻、原作：伊月慶悟）
- 無国籍企業橘商会（1991年 - 1995年、全1巻、原作：吉村作治）
- J THE OUTLAWYER（MANGAオールマン 1995年 - 1998年、全7巻、原作：愛英史）
- HAIKARA事件帖（1999年 - 2002年、全5巻、原作：黒沢哲哉）
- マリー・アントワネットの料理人（スーパージャンプ 2006年 - 、原作：白川晶）
- ファウスト（グランドジャンプPREMIUM 2011年 - 2014年、全5巻、シナリオ協力：瀧椿）
- 江戸常勤家老 隼人の剣（アサヒ芸能 2015年4月9日号 - 2016年3月10日号、原作：牧秀彦）
- 白百合ゴルフ練習場（ゴルフレッスンコミック 2018年 - 2019年、ゴルフレッスンプラス 2020年 - 原作：かわさき健）
- ボールの気持ち（ALBA アルバトロス・ビュー 859号 2022年、原作：あまくさとあそ）
- 青年の気持ち（ALBA アルバトロス・ビュー 860号 2022年、原作：あまくさとあそ）
- おじさんの気持ち（ALBA アルバトロス・ビュー 861号 2023年、原作：あまくさとあそ）
- キャディの気持ち（ALBA アルバトロス・ビュー 862号 2023年、原作：あまくさとあそ）
- ぼっちの気持ち（ALBA アルバトロス・ビュー 863号 2023年、原作：あまくさとあそ）
- 散歩の気持ち（ALBA アルバトロス・ビュー 864号 2023年、原作：あまくさとあそ）
- まっさかり-女子ゴルフ部♡男子部員-（ALBA アルバトロス・ビュー 895号 - 900号 2024年、原作：あまくさとあそ）